# 기야 료헤이
기야 료헤이(일본어: 木谷 良平, 1989년 4월 7일 ~ )는 일본의 전 프로 야구 선수이다. 후쿠오카현 기타큐슈시 고쿠라키타구 출신이며 현역 시절 포지션은 투수였다.

## 인물

### 프로 입단 전
고쿠라 고등학교 시절에는 4번 에이스로서 활약했다. 3학년 때 하계 후쿠오카현 대회 예선에서는 8강에서 탈락했다. 고시엔 출장 경험은 없었고 프로 지망계를 제출했지만 지명에서 누락됐다. 고교 졸업 후 규슈 지구 대학 야구 연맹에 소속된 일본문리대학에 진학했다. 2학년 때인 2009년에는 제58회 전일본 대학 야구 선수권 대회에서 팀이 8강에 진출했다.
2011년 10월 27일, 프로 야구 드래프트 회의에서 도쿄 야쿠르트 스왈로스로부터 2순위 지명을 받았다. 메이지 진구 야구 대회의 출전을 내건 규슈 대학 야구 선수권 대회의 결승 토너먼트 개회식에 참석하기 위해 방문한 후쿠오카 Yahoo! JAPAN 돔에서 지명됐다는 연락을 받고 구장에서 기자 회견을 열었다.

### 야쿠르트 시절
2012년에는 1군 등판은 없었고 2군에서도 6점 대의 평균 자책점을 기록할 정도로 부진을 겪었다.
2013년 6월 3일, 지바 롯데 마린스전에서 프로 데뷔 첫 등판을 이뤘다. 그 이후에는 주로 롱 릴리프로서의 기용하는 일이 계속됐고 7월 12일 히로시마 도요 카프전에서 팀의 4번째 투수로 등판해 2이닝을 무실점으로 막아 프로 데뷔 후 첫 승리 투수가 됐다. 8월에 1군 재승격된 후에는 선발로 돌아오면서 선발 로테이션에 고정돼 시즌 종료 때까지 선발 투수로 활약하여 시즌 2승을 올렸다.
2014년 시즌 전반기에는 선발 로테이션에 고정됐고 5월 23일 사이타마 세이부 라이온스전에서 팀내 1위에 해당되는 4승째를 거두는 등 부진에 시달리고 있는 팀내 투수진의 일원으로서 맹활약했다. 하지만 서서히 제구력 난조로 인해 평균 자책점이 5점대 후반까지 오를 정도로 극도의 부진에 시달리면서 7월부터 구원으로 돌아섰지만 마찬가지로 안정적인 모습을 보여주질 못했다. 결국 8월 26일의 히로시마전에서 7실점을 내주는 등 1이닝을 버티지 못하고 강판, 1군 등록이 말소되면서 시즌을 마감했다.
2016년 10월 1일에 방출 통보를 받았고 12월 2일에 자유 계약이 공시되면서 현역에서 은퇴했다.

### 그 후
이후 친정팀인 야쿠르트에서 타격 투수로 전향했다.

## 플레이 스타일
최고 시속 151km/h(프로 데뷔 후의 최고 속도는 147 km/h)의 스트레이트에 더해 주무기인 포크볼·슬라이더·슈토 등의 변화구를 던진다.
데뷔 첫 선발 등판한 2013년 8월 16일 한신전에서는 투구 폼이 이단 모션이 아닌가 하는 지적을 받았고 그 날은 퀵 모션으로 계속 7이닝을 던져 1실점을 막았다.

## 상세 정보

### 출신 학교
- 후쿠오카 현립 고쿠라 고등학교
- 일본문리대학

### 선수 경력
- 도쿄 야쿠르트 스왈로스(2012년 ~ 2016년)

### 개인 기록

#### 투수 기록
- 첫 등판 : 2013년 6월 3일, 대 지바 롯데 마린스 4차전(QVC 마린필드), 5회말에 2번째 투수로서 구원 등판, 3이닝 무실점[7]
- 첫 탈삼진 : 상동, 7회말에 이구치 다다히토로부터 헛스윙 삼진[8]
- 첫 홀드 : 2013년 6월 25일, 대 요코하마 DeNA 베이스타스 7차전(메이지 진구 야구장), 8회초 2사에 5번째 투수로서 구원 등판, 1/3이닝 무실점
- 첫 승리 : 2013년 7월 12일, 대 히로시마 도요 카프 8차전(메이지 진구 야구장), 6회초에 4번째 투수로서 구원 등판, 2이닝 무실점[9]
- 첫 선발 : 2013년 8월 16일, 대 한신 타이거스 15차전(교세라 돔 오사카), 7회 1실점에서 승부는 연결되지 않음[10]
- 첫 선발 승리 : 2013년 8월 30일, 대 요코하마 DeNA 베이스타스 17차전(메이지 진구 야구장), 6과 2/3이닝 2실점

#### 타격 기록
- 첫 안타 : 2013년 8월 30일, 대 요코하마 DeNA 베이스타스 17차전(메이지 진구 야구장), 3회말에 요시카와 데루아키로부터 우전안타

### 등번호
- 16(2012년 ~ 2015년)
- 64(2016년)

### 연도별 투수 성적
| 연 도      | 소 속      | 등 판 | 선 발 | 완 투 | 완 봉 | 무 4 구 | 승 리 | 패 전 | 세 이 브 | 홀 드 | 승 률 | 타 자 | 이 닝 | 피 안 타 | 피 홈 런 | 볼 넷 | 고 4 | 몸 맞 | 탈 삼 진 | 폭 투 | 보 크 | 실 점 | 자 책 점 | 평 자 책 | W H I P |
| ---------- | ---------- | ----- | ----- | ----- | ----- | ------- | ----- | ----- | -------- | ----- | ----- | ----- | ----- | -------- | -------- | ----- | ---- | ----- | -------- | ----- | ----- | ----- | -------- | -------- | ------- |
| 2013년     | 야쿠르트   | 28    | 8     | 0     | 0     | 0       | 3     | 3     | 0        | 2     | .500  | 333   | 78.2  | 77       | 5        | 24    | 1    | 3     | 55       | 0     | 0     | 36    | 35       | 4.00     | 1.28    |
| 2014년     | 야쿠르트   | 21    | 11    | 0     | 0     | 0       | 4     | 6     | 0        | 1     | .400  | 288   | 62.0  | 72       | 8        | 33    | 0    | 2     | 35       | 4     | 0     | 50    | 50       | 7.26     | 1.69    |
| 2015년     | 야쿠르트   | 2     | 0     | 0     | 0     | 0       | 0     | 0     | 0        | 0     | ----  | 15    | 3.0   | 6        | 2        | 0     | 0    | 0     | 2        | 0     | 0     | 3     | 3        | 9.00     | 2.00    |
| 2016년     | 야쿠르트   | 1     | 0     | 0     | 0     | 0       | 0     | 0     | 0        | 0     | ----  | 5     | 0.2   | 2        | 0        | 1     | 0    | 0     | 1        | 0     | 0     | 2     | 2        | 27.00    | 4.50    |
| 통산 : 4년 | 통산 : 4년 | 52    | 19    | 0     | 0     | 0       | 7     | 9     | 0        | 3     | .438  | 641   | 144.1 | 157      | 15       | 58    | 1    | 5     | 93       | 4     | 0     | 91    | 90       | 5.61     | 1.49    |